# Idéhistoria
Idéhistoria eller lärdomshistoria är ett akademiskt ämne som i första hand är en nordisk företeelse, men förekommer även i andra länder, företrädesvis i Tyskland där Ideengeschichte är en del av filosofihistoria och i USA, där History of Ideas (idag mer vanligen Intellectual history) har studerats sedan 1930-talet då det grundades av Arthur Lovejoy.

## Idéhistoriens innehåll
Idéhistoria handlar om idéers framväxt och förändring från antiken till våra dagar. Fokus har vanligen legat på det västerländska tänkandet. Utomeuropeiska tanketraditioner uppmärksammades dock av en tidig idéhistoriker som Gunnar Aspelin och sedan 1990-talet har ämnet allmänt blivit mer öppet för världen utanför den västerländska kulturen.
Idéhistoria omfattar i princip alla idéer i historien. Där samsas vetenskapshistoria med filosofins historia, de politiska idéernas historia med medicinhistoria, teknikhistoria med mentalitetshistoria. Idéhistoria studerar inte bara stora mäns och kvinnors idéer utan även folkets idéer, en inriktning som i Sverige varit vanligast vid Umeå universitet.
I metodiskt avseende lägger idéhistoriker stor vikt vid kontext. De studerar hur olika intellektuella områden hänger samman och påverkar varandra. Stor vikt läggs också vid den kontext som utgörs av samtida ekonomiska och samhälleliga förhållanden. 

## Idéhistoria i Sverige
Idéhistoria har funnits som akademiskt ämne i Sverige sedan 1932, då Emilia och Gustaf Carlbergs professur i idé- och lärdomshistoria inrättades vid Uppsala universitet med Johan Nordström som förste innehavare. Idéhistoriska institutioner finns vid flera av Sveriges högskolor och universitet. Ämnets främsta svenska publikation är årsboken Lychnos, som utgivits sedan 1936. 
Idéhistoria är numera ett obligatoriskt ämne på det estetiska programmet i den svenska gymnasieskolan, samt på det humanistiska programmets kulturgren. 
Företrädare för akademisk idéhistoria framhåller ibland idéhistoria som ett bildningsämne, av betydelse för yrkesutövare som journalister, kulturarbetare, politiker och andra beslutsfattare.
Begreppet "lärdomhistoria" förekommer separat mycket tidigare vid de svenska universiteten. Vid Lunds universitet fanns exempelvis mellan 1737 och 1800 en särskild professur i detta ämne (på latin "historia litteraria") vilken var kombinerad med tjänsten som chef för Universitetsbiblioteket.